# کازالالتا
کازالالتا (به ایتالیایی: Casalalta) یک منطقهٔ مسکونی در ایتالیا است که در کولاتزون واقع شده‌است. کازالالتا ۶۰ نفر جمعیت دارد و ۳۲۵ متر بالاتر از سطح دریا واقع شده‌است.